# Ионозонд (космический проект)

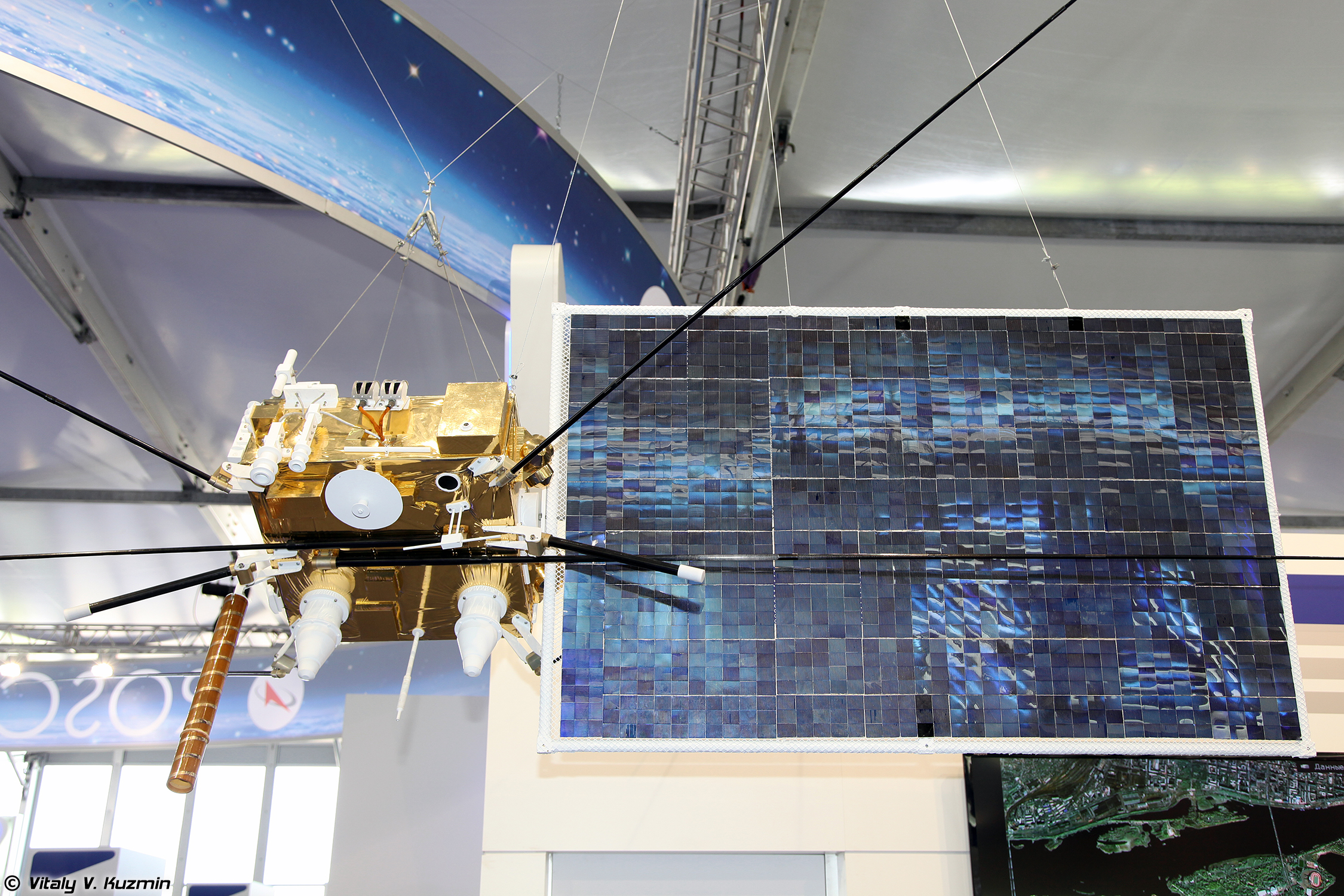
Макет космического аппарата «Зонд» из состава комплекса «Ионозонд» на МАКС-2013

«Ионозонд-2025» — проект космического комплекса наблюдения и определения геофизических параметров ионосферы и верхних слоёв атмосферы Земли и околоземного космического пространства. Орбитальная группировка комплекса должна состоять из пяти космических аппаратов: четырёх аппаратов «Ионосфера» и одного аппарата «Зонд».

## История разработки
Разработка проекта «Ионозонд» стартовала ещё в начале 2000-х годов как развитие советских спутниковых программ по изучению ионосферы, но в 2013 году было принято решение заморозить дальнейшую разработку на стадии комплексных испытаний технологических приборов.
В 2015 году Правительство России внесло проект в список приоритетных в Федеральную космическую программу на 2016—2025 годы под названием «Ионозонд-2025».
28 ноября 2016 года ВНИИЭМ заключил контракт на создание космической системы мониторинга гелиогеофизической обстановки на сумму 6,582 млрд рублей. Срок исполнения контракта: 25 декабря 2025 года.

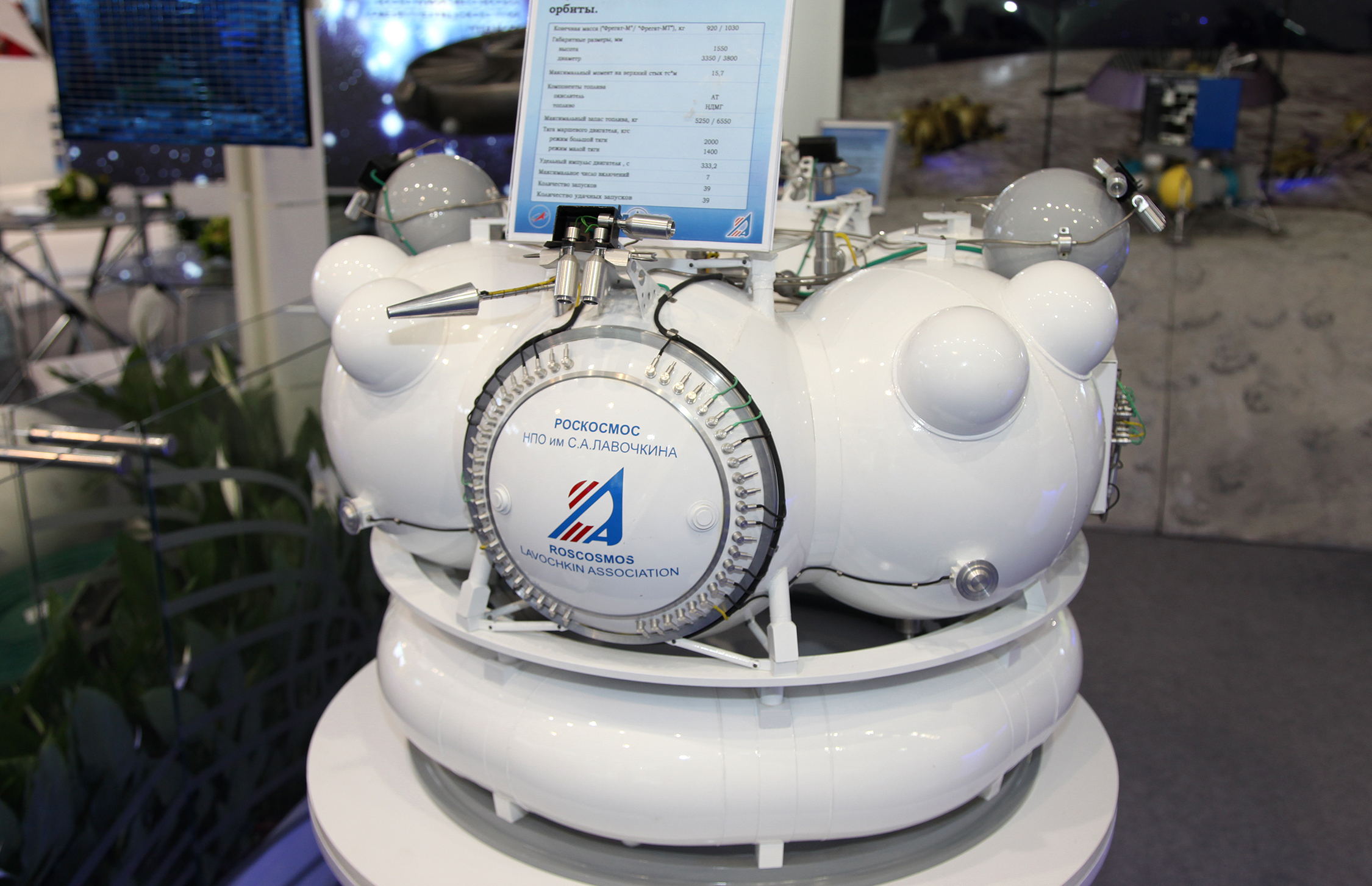
Разгонный блок «Фрегат»

В апреле 2018 года главный конструктор космических систем и комплексов ВНИИЭМ Александр Чуркин рассказал о том, что в рамках проекта подготовлена рабочая документация, а также полноразмерный макет аппарата. На финальном этапе находится комплектация лётных изделий, стартует процесс изготовления лётной бортовой аппаратуры. По первоначальным прогнозам, запуск первых двух космических аппаратов ожидался в 2023 году, двух следующих — в 2024 году. В мае 2018 года пресс-служба ВНИИЭМ сообщила, что корпорация приступила к разработке космического аппарата «Зонд-М», запуск которого планируется после 2025 года. Дополнительно стало известно, что спутник войдёт в состав космического комплекса «Ионозонд-2025».

Стартовый комплекс космодрома Восточный

В мае 2019 года гендиректор ВНИИЭМ Алексей Макриденко рассказал, что российская корпорация запланировала на два года быстрее запланированного изготовить и отправить на орбиту первые два космических аппарата проекта «Ионозонд-2025». По его словам, запуск возможен в 2021 году. 
В августе 2019 года главный научный сотрудник Института космических исследований РАН Сергей Пулинец заявил, что первый запуск космических аппаратов комплекса «Ионозонд-2025» вместе с метеорологическим аппаратом «Метеор» запланирован на конец 2021 года, и что лётные образцы бортовых ионозондов уже изготовлены.
3 октября 2020 года директор Института космических исследований РАН (ИКИ) Анатолий Петрукович сообщил, что запуск первых двух спутников «Ионосфера» космического комплекса «Ионозонд-2025» планируется в 2021 году, вторую пару — в 2023 году.
В ноябре 2020 года из информации на сайте госзакупок стало известно, что ракета-носитель «Союз-2.1б» с разгонным блоком «Фрегат» выведет на орбиту космические аппараты «Ионосфера-М» № 1 и «Ионосфера-М» № 2 комплекса «Ионозонд-2025» с космодрома Восточный во втором квартале 2021 года. В договоре дополнительно отмечалось, что на подготовку к пуску планировалось выделить 816 млн 327 тыс. рублей.
В 2021 году запуск аппаратов комплекса «Ионозонд» не состоялся, в июне 2021 года на сайте ИКИ РАН появилась информация о предполагаемом запуске первой пары КА «Ионосфера-М» в 2022 году.
В журнале «Русский космос» за август 2022 года было сообщено, что первые два аппарата «Ионосфера-М» спутниковой группировки "Ионозонд» будут выведены на орбиту Земли в 2023 году с космодрома Восточный.
Гелиогеофизические космические аппараты «Ионосфера-М» № 1 и № 2 совместно с попутной полезной нагрузкой были запущены ракетой-носителем «Союз-2.1б» с разгонным блоком «Фрегат» 5 ноября 2024 года с космодрома Восточный. Следующие космические аппараты «Ионосфера-М» № 3 и № 4 были запущены 25 июля 2025 года. Космический аппарат «Зонд-М» планируется запустить после 2025 года, по состоянию на конец 2024 года работа над «Зондом-М» не велась по причине отсутствия финансирования. 

## Состав орбитальной группировки
К моменту создания космический комплекс «Ионозонд-2025» и его орбитальная группировка должна включать в себя пять космических аппаратов:
- «Ионосфера-М» № 1, «Ионосфера-М» № 2, «Ионосфера-М» № 3, «Ионосфера-М» № 4;
- «Зонд-М».

Космические аппараты «Ионосфера-М» являются однотипными, КА «Зонд-М» будет построен на той же платформе.
Корректирующая двигательная установка построена на базе абляционного плазменного двигателя разработки НИИ ПМЭ МАИ.
| Космический аппарат | Дата запуска         | Площадка                | Ракета- носитель   | Орбита                                                                                             | Номер полёта | SCN | Примечание |
| ------------------- | -------------------- | ----------------------- | ------------------ | -------------------------------------------------------------------------------------------------- | ------------ | --- | ---------- |
| «Ионосфера-М» № 1   | 05.11.2024 02:19 МСК | Площадка 1С (Восточный) | Союз-2.1б / Фрегат | Солнечно-синхронная, 98,8°, орбитальная плоскость 09/21 часов местного времени                     |              |     |            |
| «Ионосфера-М» № 2   | 05.11.2024 02:19 МСК | Площадка 1С (Восточный) | Союз-2.1б / Фрегат | Солнечно-синхронная, 98,8°, орбитальная плоскость 09/21 часов местного времени                     |              |     |            |
| «Ионосфера-М» № 3   | 25.07.2025 08:54 МСК | Площадка 1С (Восточный) | Союз-2.1б / Фрегат | Солнечно-синхронная, 98,8°, орбитальная плоскость 03/15 часов местного времени                     |              |     |            |
| «Ионосфера-М» № 4   | 25.07.2025 08:54 МСК | Площадка 1С (Восточный) | Союз-2.1б / Фрегат | Солнечно-синхронная, 98,8°, орбитальная плоскость 03/15 часов местного времени                     |              |     |            |
| «Зонд-М»            | план после 2025      |                         |                    | Солнечно-синхронная, 97,0°, орбитальная плоскость околотерминаторная, 06/18 часов местного времени |              |     |            |

### «Ионосфера-М»

#### Основные характеристики КА «Ионосфера-М»
| Тип орбиты                        | Околокруговая, солнечно-синхронная орбита |
| Высота орбиты                     | 820 км                                    |
| Наклонение                        | 98,8 градусов                             |
| Период обращения                  | 101 мин                                   |
| Масса космического аппарата       | 400 кг                                    |
| Масса полезной нагрузки           | 100 кг                                    |
| Габаритные размеры (транспортные) | 1200 × 1200 × 800 мм                      |
| Срок активного существования      | 8 лет                                     |
| Тип системы ориентации            | Активная, электромаховичная               |
| Ориентация космического аппарата  | Трехосная орбитальная «Земля — Курс»      |
| Точность стабилизации             | 0,01 град/с                               |
| Мощность солнечных батарей        | Не менее 700 Вт                           |
| Тип запуска                       | Попутный                                  |

#### Полезная нагрузка КА «Ионосфера-М»
Целевая аппаратура космических аппаратов «Ионосфера» включает следующие инструменты:
| Бортовой ионозонд ЛАЭРТ                                 | для глобального внешнего зондирования ионосферы Земли на частотах 0,1—20 МГц. |
| GPS измеритель полного электронного содержания ПЭС      | для определения высотного распределения электронной концентрации посредством измерений сигналов от космических аппаратов систем спутниковой навигации GPS/ГЛОНАСС.                                                                           |
| Энергоспектрометр ионосферной плазмы ЭСИП               | для измерения параметров ионосферной плазмы вдоль орбиты КА, глобального мониторинга ионосферы, изучения её структуры и динамики и отдельных физических процессов в ионосферной плазме.                                                      |
| Озонометр-ТМ                                            | для изучения распределения озона в верхней атмосфере с помощью спектроскопических измерений отраженного атмосферой Земли УФ излучения Солнца в полосе 300-500 нм.                                                                            |
| Низкочастотный волновой комплекс НВК2                   | для измерения магнитных и электрических полей околоземного космического пространства в ОНЧ-диапазоне 0—20 кГц. |
| Двухчастотный передатчик МАЯК                           | для радиопросвечивания ионосферы Земли на частотах 150 МГц и 400 МГц. |
| Спектрометр плазмы и энергичной радиации СПЭР/1         | для измерения дифференциальных энергетических спектров электронов, протонов и α-частиц в различных диапазонах энергий. |
| Спектрометр галактических космических лучей ГАЛС/1      | для измерений плотности потока протонов высоких энергий в трех энергетических интервалах с помощью детектора Черенкова и измерения суммарной плотности потоков протонов и электронов в четырех энергетических диапазонах счётчиками Гейгера. |
| Гамма-спектрометр СГ/1                                  | для измерения дифференциальных энергетических спектров жесткого рентгеновского и гамма излучения атмосферы Земли. |
| Бортовой комплекс управления и сбора научной информации | для сбора, хранения и передачи информации от приборов целевой аппаратуры и управления режимами работы целевой аппаратуры |

### «Зонд-М»

#### Основные характеристики КА «Зонд-М»
| Тип орбиты                        | Околокруговая околотерминаторная, солнечно-синхронная орбита |
| Высота орбиты                     | 650 км                                                       |
| Наклонение                        | 97,0 градусов                                                |
| Период обращения                  | 98 мин                                                       |
| Масса космического аппарата       | 450 кг                                                       |
| Масса полезной нагрузки           | 105 кг                                                       |
| Габаритные размеры (транспортные) | 1540 × 1326 × 1153 мм                                        |
| Срок активного существования      | 8 лет                                                        |
| Тип системы ориентации            | Трехосная, активная, электромаховичная                       |
| Ориентация космического аппарата  | Трехосная «Солнце - Земля»                                   |
| Точность стабилизации             | 0,01 град/с                                                  |
| Мощность солнечных батарей        | Не менее 700 Вт                                              |
| Тип запуска                       | Попутный                                                     |

#### Полезная нагрузка КА «Зонд-М»
Целевая аппаратура космического аппарата «Зонд» должна включать следующие инструменты:
| Телескоп-коронограф СТЕК                                        | для мониторинга короны Солнца в ультрафиолетовой и видимой областях спектра.                                                                 |
| Солнечный изображающий спектральный телескоп «СОЛИСТ»           | для измерения потоков излучения и построения высокоточных изображений переходного слоя и короны Солнца.                                      |
| Рентгеновский спектрофотометр РЕСПЕКТ.                          | для мониторинга рентгеновского излучения солнечной короны.                                                                                   |
| Рентгеновский фотометр СРФ                                      | для измерения рентгеновского излучения Солнца.                                                                                               |
| Спектрофотометр потока ультрафиолетового излучения Солнца СУФ   | для измерения солнечного излучения в резонансной линии водорода HLα.                                                                         |
| Спектрозональная система УФ, видимого и ИК диапазонов «ЛЕТИЦИЯ» | для измерения пространственного распределения линий излучения нейтрального кислорода и ионов азота в верхней атмосфере и ионосфере Земли.    |
| Сканирующий Озонометр-З                                         | для спектроскопических измерений УФ излучения Солнца, отраженного атмосферой Земли, в полосе 300—400 нм.                                     |
| Магнитометр ФМ-Г                                                | для проведения глобального и непрерывного мониторинга магнитного поля в околоземном космическом пространстве.                                |
| Радиочастотный масс-спектрометр РИМС-А                          | для анализа состава верхних слоев атмосферы Земли и собственной атмосферы КА.                                                                |
| Гамма-спектрометр СГ/2                                          | для измерения дифференциальных энергетических спектров жесткого рентгеновского и гамма излучения Солнца в диапазоне энергий (0,02—10,0) МэВ. |
| Низкочастотный волновой комплекс НВК2                           | для измерения магнитных и электрических полей околоземного космического пространства в ОНЧ-диапазоне 0—20 кГц.                               |
| Бортовой комплекс управления и сбора научной информации         | для сбора, хранения и передачи информации от приборов целевой аппаратуры и управления режимами работы целевой аппаратуры                     |

## Назначение

### Заказчики и головные организации
Головными организациями по проекту "Ионозонд" являются:
- Государственная корпорация по космической деятельности «Роскосмос» (ГК «Роскосмос»)
- Федеральная служба России по гидрометеорологии и мониторингу окружающей среды  (Росгидромет)
- АО «Корпорация «ВНИИЭМ»
- Институт прикладной геофизики им. академика Е.К. Фёдорова Федеральной службы России по гидрометеорологии и мониторингу окружающей среды (ИПГ Росгидромета)
- Институт космических исследований Российской академии наук (ИКИ РАН)

В коллаборацию по проекту входят также:
- Институт земного магнетизма, ионосферы и распространения радиоволн имени Н. В. Пушкова РАН (ИЗМИРАН)
- НИИ ядерной физики имени Д. В. Скобельцына Московского государственного университета им. М. В. Ломоносова (НИИЯФ МГУ)
- Научно-исследовательский радиофизический институт Национального исследовательского Нижегородского государственного университета им. Н. И. Лобачевского (НИРФИ)

### Задачи комплекса
Комплекс должен решать следующие научные задачи:
- Контроль пространственно-временной структуры ионосферы, возникающих в ней естественных и искусственных неоднородностей и ионосферно-магнитных возмущений, пространственного распределения электронной концентрации и электромагнитных полей. Также должны вестись наблюдения физических явлений, возникающих в ионосфере в результате активных воздействий природного и антропогенного происхождения и распределения озона в верхней атмосфере Земли.
- Наблюдения за Солнцем, включающие построение карт Солнца и околосолнечного пространства в ультрафиолетовой и видимой областях спектра, измерение потоков солнечных космических лучей, рентгеновского и ультрафиолетового излучения.
- Изучение оптических характеристик и состава верхней атмосферы Земли.
- Регистрация магнитосферных явлений и контроль радиационной обстановки в околоземном пространстве.
- Наблюдение электромагнитной волновой активности в ионосфере и верхней атмосфере.
- Измерение потоков протонов и электронов солнечного происхождения и галактических космических лучей.